# Cristóbal Cabral de Melo y Alpoin
Cristóbal Cabral de Melo y Alpoin (1592-1678) era un hidalgo, militar y funcionario de gobierno español de origen luso-hispano, que sirvió en Buenos Aires durante el Virreinato del Perú.

## Biografía
Nació en la isla Santa María, Azores. Arribó al Río de la Plata junto sus padres y hermanos en 1598. Era hijo de Amador Vaz de Alpoim y Margarita Cabral de Melo, perteneciente a una noble familia, entre cuyos remotos antepasados figuraba el rey Alfonso III de Portugal. Cristóbal Cabral de Melo contrajo matrimonio con María Carvajal de Salas, hija del capitán Gonzalo Carvajal y María de Salas, miembros de una distinguida familia.
Cristóbal como toda la familia Alpoin se dedicó a funciones gubernamentales y comerciales, los Alpoin también fueron criadores de ganado en Buenos Aires y Corrientes. Cristóbal fue designado regidor del Cabildo de Buenos Aires y capitán de caballos. Sus hermanos fueron el general Amador Báez de Alpoin que fue alcalde ordinario de la ciudad y teniente gobernador de Corrientes, y Manuel Cabral de Melo y Alpoin que fue capitán y funcionario de gobierno. Su nieta Antonia Cabral de Melo y Morales estaba casada con el alcalde y regidor perpetuo Miguel Gerónimo Esparza.